# Battaglia di Kautla
La battaglia di Kautla (in estone: Kautla lahing, Kautla veresaun o Kautla veretöö) fu un'azione di guerriglia tra il gruppo paramilitare sovietico chiamato Strybki, appartenente al NKVD, ed i Fratelli della Foresta in Estonia nel luglio del 1941. Incluse e culminò in una serie di uccisioni di civili, perpetrati dai battaglioni sovietici di distruzione, meglio conosciuta come il massacro di Kautla.
Il 24 luglio 1941, il battaglione uccise Gustav e Rosalie Viljamaa nella fattoria di Simisalu, incendiandola. Nei giorni successivi, il battaglione di sterminio perpetrò sistematiche soppressioni di tutti i civili della regione ed appiccò il fuoco alle loro case. La fattoria di Kautla fu incendiata dall'Armata Rossa con la famiglia e gli altri contadini all'interno.
Vennero così uccisi: Johannes Lindemann, Oskar Mallene, Ida Hallorava, Arnold Kivipõld, Alfred Kukk e Johannes Ummus. In totale, più di venti persone, tutti civili ed innocenti, furono sterminati - molti di essi dopo aver subito atroci torture - e furono distrutte decine di fattorie dell'Estonia. Solo grazie al Gruppo di ricognizione a lungo raggio Erna, composto da formazioni dell'Armata finlandese e da volontari estoni, si ebbe un basso numero di morti comparati al numero di fattorie incendiate. Il gruppo Erna permise infatti di rompere il blocco dell'Armata Rossa, riuscendo a mettere in salvo molti civili estoni..